# Orkanen Mitch

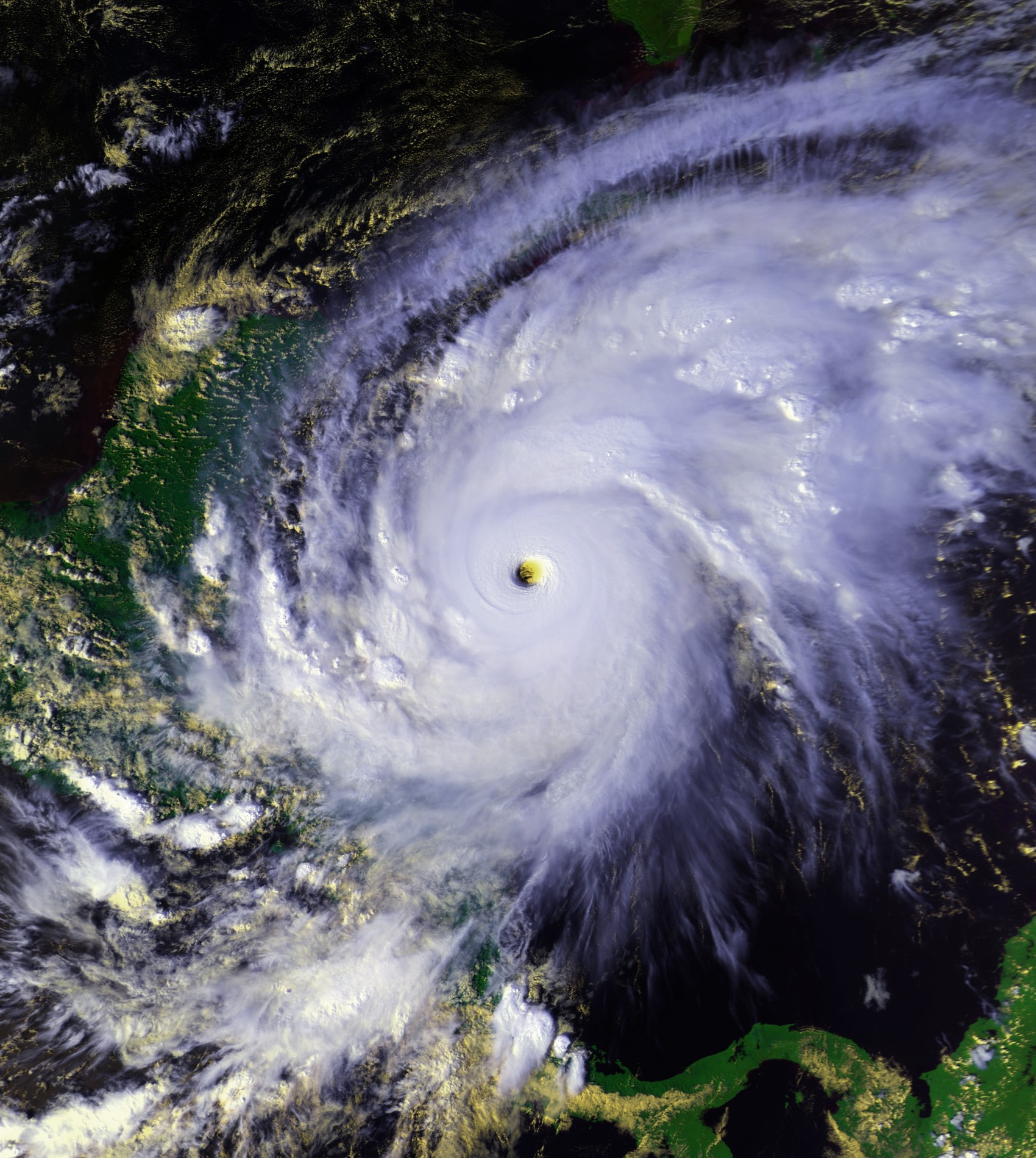
Orkanen Mitch då intensiteten kulminerade, 28 oktober 1998

Orkanen Mitch var en tropisk cyklon som drabbade västra Karibien och Centralamerika i slutet av oktober och början av november 1998. Mitch var säsongens 13:e namngivna cyklon och blev den fjärde kraftigaste tropiska cyklonen som dittills registrerats i Atlanten och Karibiska havet, även en av de allra dödligaste och troligen mest destruktiva orkan som någonsin drabbat västra halvklotet. 
Den monstercyklon som skulle bli Mitch bildades som tropiskt lågtryck 22 oktober i västra delen av Karibiska havet. Lågtrycket intensifierades snabbt och nådde orkanstyrka 24 oktober. Två dagar senare hade Mitch nått kategori fem på den femgradiga Saffir–Simpsons orkanskala med medelvind över 250 km/h. Sin maximala styrka nådde Mitch samma kväll och följande dag; lufttrycket var 905 millibar och medelvinden 80 m/s (288 km/h), vindbyarna beräknades till uppemot 95 m/s (340 km/h).
Mitch rörde sig långsamt men hade nedgraderats till en kategori 2 orkan (medelvind omkring 45 m/s) när ögat nådde Honduras kust kvällen 29 oktober. Systemet rörde sig sedan mycket sakta över Centralamerika och vindarna mattades snabbt till stormstyrka och lite senare tropiskt lågtyck. Likväl fortsatte Mitch att producera kolossala regnmängder i den bergiga regionen, minst 1000 mm på många ställen under fyra dygns oavbrutna skyfall (enligt vissa beräkningar ända upp till 1900 mm i bergsområdena). Tusentals människor dränktes i vattenmassorna och skreden, och 5 november nådde resterna av Mitch Floridas västkust som en tropisk storm och krävde ytterligare två dödsfall.
Den officiella dödssiffran efter Mitch härjningar blev nästan 10 000 men många tusen saknades långt efteråt. Den totala dödssiffran kan vara så hög som 20 000 vilket, och i så fall gör Mitch till den dödligaste orkanen på över 200 år på västra halvklotet. Den materiella förödelsen var enorm i framförallt Honduras och norra Nicaragua men även i Guatemala och El Salvador. Cirka 3 miljoner människor drabbades mycket hårt med förstörda hem, förlorat arbete, förstörda skördar med mera.

## Fotnoter
1. ↑  Anette Holmqvist, Bengt Olsson (3 november 1998). ”Människor bara sköljdes bort” (på svenska). Aftonbladet. http://wwwc.aftonbladet.se/nyheter/9811/03/mitch.html. Läst 9 september 2017.